# Ifalik
Ifalik är en ö i Mikronesiska federationen.   Den ligger i kommunen Ifalik Municipality och delstaten Yap, i den västra delen av landet, 1 500 km väster om huvudstaden Palikir. Arean är 1,5 kvadratkilometer.
Terrängen på Ifalik är mycket platt. Öns högsta punkt är 19 meter över havet. Den sträcker sig 2,5 kilometer i nord-sydlig riktning, och 1,9 kilometer i öst-västlig riktning.
Följande samhällen finns på Ifalik:
- Ifalik Village